# Berlino polizia criminale
Berlino polizia criminale (Die Spur führt nach Berlin) è un film del 1952 diretto da František Čáp.